# Paul Hymans
Pour les articles homonymes, voir Hymans.
Paul Hymans, né le 23 mars 1865 à Ixelles (Bruxelles) et mort le 6 mars 1941 à Nice (Alpes-Maritimes), est un avocat et homme politique belge, ami de Paul Janson. Il est le second Président de l’Assemblée générale de la Société des Nations de 1920 à 1921 et à nouveau de 1932 à 1933.
Il prête serment d'avocat en 1885 à l'âge de vingt ans. Il entre en stage chez Jules van Dievoet,, avocat à la Cour de Cassation et gendre de Jules Anspach, ancien bourgmestre de Bruxelles. Il se marie en 1892 avec Thérèse Goldschmidt (1875-1963), fille du banquier Hermann Goldschmidt et active soutien des œuvres sociales libérales.

## Biographie
Paul Louis Adrien Henri Hymans est issu d'une famille belge. Son père, Louis Hymans, d'origine juive, est journaliste et homme politique libéral et le fils du médecin Salomon Hymans de Dordrecht. Sa mère était issue de la famille de l'Escaille, de la noblesse belge.
Paul Hymans fit ses études de droit à l'Université libre de Bruxelles. Nommé bibliothécaire adjoint du Parlement, il continua sa formation. Il continua l'œuvre de son père, Louis Hymans, en publiant des ouvrages d'histoire. Il enseigna à l'École des sciences politiques et sociales. Il fut également correspondant politique du journal La Meuse et chroniqueur judiciaire à l'Indépendance Belge, ainsi que rédacteur de la Liberté. Léopold II lui demanda de collaborer à l'introduction du référendum dans les institutions belges.

### Carrière politique et Première Guerre mondiale
Il est élu par la suite député de Bruxelles. Il œuvra pour le redressement libéral et la réunification du parti, qui intervint après les élections de 1900 en raison de l'introduction du mode de scrutin proportionnel. Le parti libéral passe de onze à trente-quatre sièges. Il participa aux questions coloniales, électorales, militaires et scolaires. Dans la question coloniale, il fut un des premiers à proposer la reprise de l'État indépendant du Congo par la Belgique. Dès 1911, Hymans prôna le suffrage universel pur et simple. Dans la question scolaire, il défendait la doctrine libérale. La Première Guerre mondiale fit de lui un diplomate. En 1915, il est nommé Ministre plénipotentiaire à Londres où il négocia la Déclaration de Sainte-Adresse qui associait la Belgique à la France, la Grande-Bretagne et la Russie pour des négociations de paix et pour lui permettre d'être largement indemnisée des dommages de guerre. Cette déclaration permet également à la Belgique d'être aidée par les trois pays pour se relever économiquement. En 1916, il rejoint le gouvernement en exil comme ministre des Affaires Économiques puis comme ministre des Affaires Étrangères.
À la Conférence de la paix, soutenu par Vandervelde et Van den Heuvel, Hymans obtint une priorité de réparation de deux milliards et demi de francs belges. Il permet aussi la fin de la neutralité de la Belgique. Albert Ier, opposé à une trop grande humiliation de l'Allemagne, intervint en personne à la conférence, à la demande de Paul Hymans, et réclame des indemnités de guerre et la révision du traité des XXIV articles concernant le statut de l'Escaut. Hymans permit aussi de récupérer Eupen-Malmédy. Enfin, avec l'aide de son bras droit, le ministre plénipotentiaire Pierre Orts, il obtint l'administration du Ruanda-Urundi (Accords Orts-Milner, 1919). En ce qui concerne l'occupation de la Ruhr, il prit la responsabilité de suivre la France.

### Entre-deux-guerres et Seconde Guerre mondiale
Il contribua à la formation de la Société des Nations, dont il fut le deuxième président en 1920. Il prépara aussi les Accords de Locarno. Avec Herman Adriaan van Karnebeek, il élabora un traité hollando-belge portant révision des Traités de 1839. Ce traité ne fut cependant pas ratifié par les états généraux des Pays-Bas. Avec Briand, il permit d'assouplir l'accord militaire franco-belge en l'intégrant dans les accords de Locarno. En 1929, il plaida le désarmement économique. Il négocia notamment la convention d'Oslo et la convention d'Ouchy. Il visait une réconciliation européenne et la création d'un marché commun. La répudiation du pacte Rhénan le 7 mars 1936 détruisit la coopération internationale dont il avait été l'un des artisans.
Il deviendra de 1935 à 1936 ministre sans portefeuille. Il quitta le gouvernement peu après, tout en restant ministre d'État. Lorsque la guerre éclata, alors vice-président de l'ULB, il accompagna le gouvernement Hubert Pierlot - Paul-Henri Spaak en exil vers la France à Poitiers puis à Limoges pour condamner, le 31 mai 1940, la « honteuse capitulation ». Et il décéda, à Nice.

## Décorations
- Grand cordon de l'ordre de Léopold à titre posthume en 1945 (Belgique).
- Grand-croix de l'ordre de la Couronne (Belgique).
- Croix civique de 1re classe (Belgique).
- Médaille de la Restauration nationale (Belgique).
- Médaille commémorative du règne du roi Léopold II (Belgique).
- Médaille commémorative du centenaire de l'indépendance nationale (Belgique).
- Grand-croix de l'ordre de Saint-Michel et Saint-George (Royaume-Uni).
- Grand-croix de l'ordre des Saints-Maurice-et-Lazare (Italie).
- Grand-croix de l'ordre de Saint-Grégoire-le-Grand (Vatican).
- Grand-croix de l'ordre d'Adolphe de Nassau de Luxembourg
- Grand-croix de l'Ordre du Condor des Andes de Bolivie.
- Grand-croix de l'ordre du Libérateur de Venezuela.
- Grand-croix de l'ordre des Trois Étoiles de Lettonie.
- Grand-croix de l'ordre de l'Aigle blanc (Serbie).
- Grand-croix de l'ordre de l'Aigle blanc (Pologne).
- Grand-croix de l'ordre du Soleil levant de Japon.
- Grand-croix de l'ordre de la Rose blanche de Finlande.
- Chevalier Grand-croix de l'ordre du Lion néerlandais en 1925.
- Grand-croix de l'ordre de Dannebrog de Danemark.
- Grand-croix de l'ordre de Mohammed Ali d'Egypte.
- Grand-croix de l'ordre de l'Étoile de Roumanie.
- Grand-croix de l'ordre de Saint-Étienne de Hongrie.
- Grand-croix de la Légion d'honneur[Quand ?]
- Grand-croix de l'ordre de l'Étoile d'Éthiopie.
- Grand-croix de l'ordre du Skanderbeg d'Albanie.
- Grand-croix de l'ordre du Faucon de l'Islande.
- Grand-croix de l'ordre de Saint-Olaf de Norvège.
- Grand-croix de l'ordre de Danilo de Montenegro.
- Grand-croix de l'ordre du Christ en 1928 (Portugal).
- Grand-croix de l'ordre de Boyaca de Colombie.
- Grand-croix de l'ordre de Charles III d'Espagne.
- Grand-croix de l'ordre du Soleil de Pérou.
- Grand-croix de l'ordre de Vasa de Suède.
- Grand officier de l'ordre de la Couronne de Perse.

## Publications
- Mémoires, publiés par Frans van Kalken et John Bartier, 2 tomes, 1079 pp., Institut de Sociologie Solvay (ULB), Bruxelles, 1958 (publication posthume).
- Frère Orban, tome I : 1812-1857, 570 pp.; tome II : La Belgique et le Second Empire, 370 pp., Ed. Lebègue & Cie, Bruxelles, 1905 et 1910.
- Portraits, Essais et Discours, 639 pp., Ed. Henri Lamertin, Bruxelles, 1914.
- Pages Libérales, p. 513-518, Les Éditions du Flambeau, Bruxelles, 1936.
- Fragments d'Histoire - Impressions et souvenirs, Préface de Jules Bordet, 195 pp., Éditions de la Connaissance, Bruxelles, 1939.
- HYMANS Paul et HYMANS Henri, Bruxelles à travers les âges, v. 3, Bruxelles, Bruylant-Christophe, 1884.